# Двадцять п'ять пенні (Фінляндія)
Двадцять п'ять пенні (фін. 25 penniä) — в минулому розмінна монета Фінляндії. Була в обігу в 1865 —1963 роках. 25 пенні дорівнювало 1/4 фінляндської марки.
Монети карбувалися на Гельсінгфорському монетному дворі (після здобуття незалежності Монетний двір Фінляндії).

## Історія

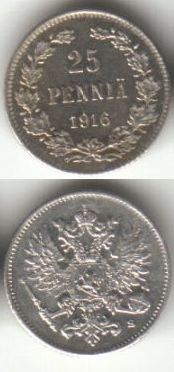
25 пенні, 1916 року

До 1917 року, Фінляндія входила до складу Російської імперії як Велике князівство Фінляндське. Російські імператори, вважалися також за великих князів Фінляндських. Ця адміністративно-територіальна одиниця мала деяку автономію, що в тому числі знайшло відображення у тому, що усі написи на грошових одиницях були фінською мовою.
Маніфестом від 23 березня (4 квітня) 1860 року «Про зміну монетної одиниці для Великого князівства Фінляндського» фінляндському банку дозволено карбувати «особливу» монету - марку (MARKKA), розділену на 100 пенні (PENNIÄ). 

### Випуски 1865-1871, 1872-1917
25 пенні Великого князівства Фінляндського – срібна монета діаметром 16 мм, вагою 1,2747  г.
На аверсі розміщувалося зображення герба Великого князівства Фінляндського, також на аверсі під лапою орла з «державою» відображено позначку мінцмейстеру. Для випусків 1865-1871 років літера «S» (Ісак Сундель ), випусків 1872 - 1917 років: «S» «L» (Ісак Сундель, Конрад Лір, Август Фрідріх Сольдан).
На реверсі фінською мовою позначення номіналу «25 PENNIÄ» у вінку, а також дата карбування монети. 
Гурт рубчастий.

### Випуск 1917
У 1917 році, відбувся випуск монет зміненого вигляду. Здебільшого вони нагадували імперські монети, але були внесені деякі зміни. Наприклад на 25 та 50 пенні фінляндський князівський орел, позбувся корон. На нижчих номіналах (1, 5, 10 пенні) вензеля російських імператорів (фінляндських великих князів) були замінені на герб.
Розміри, вага, та використаний при карбуванні матеріал були такі ж як й за часів Російської імперії (стопа не змінилася).
На аверсі розміщувалося зображення герба Великого князівства Фінляндського, але орел був позбавлений корон. Також на аверсі під лапою орла з «державою» відображено позначку мінцмейстеру, літера «S».
Реверс  та гурт залишився таким як й на попередніх випусках монет.

### Випуск 1921-1940
25 пенні Фінляндії – монета з мідно-нікелевого сплаву діаметром 16 мм, вагою 1,27  г.
На аверсі розміщувався герб Фінляндії, фінський коронований лев, який тримає у руці, одягнуту в лати, меч; який стоїть на шаблі. З обох боків від лева розміщено рік випуску монети, сам лев був на фоні квітів. Також на аверсі відображено позначку мінцмейстеру, літери «S» чи «Н».
На реверсі фінською мовою позначення номіналу «25 PENNIÄ» , з обох боків від якого по колоску.

### Випуск 1940-1943
Вигляд монети залишився колишнім, але змінився матеріал з якого карбувалися монети. Вони почали карбуватися з міді. На аверсі монет цього випуску відображено позначку мінцмейстеру «S». 

### Випуск 1943-1945
Вигляд монети залишився колишнім, але змінився матеріал з якого карбувалися монети. Вони почали карбуватися з заліза. На аверсі монет цього випуску відображено позначку мінцмейстеру: «S». 
Це були останні монети цього номіналу. Після реформи 1963 року, в обіг вводиться монету у 20 пенні, а монети 25 пенні після майже віку використання стали історією.